# Port lotniczy Doncaster/Sheffield
Port lotniczy Robin Hood Doncaster Sheffield (ang.: Robin Hood Airport Doncaster Sheffield, kod IATA: DSA, kod ICAO: EGCN) – zamknięte międzynarodowe lotnisko zlokalizowane na dawnej bazie lotniczej RAF-u Finningley w hrabstwie South Yorkshire, w Anglii. Port lotniczy Robin Hood jest oddalony 10 km od Doncaster oraz 29 km od Sheffield. Jest głównie używany przez mieszkańców dwóch hrabstw, South Yorkshire oraz West Yorkshire.
Lotnisko początkowo prowadzone było przez Peel Airports, oddziału The Peel Group. W tym czasie Peel Airports stało się również właścicielem Liverpool John Lennon Airport i City Airport Manchester. Peel Airports uzyskało 75% udziałów w Durham Tees Valley Airport, pozostałe 25% jest własnością samorządów lokalnych w obszarze DTVA. Port lotniczy Robin Hood Doncaster Sheffield posiada licencję Civil Aviation Authority (Nr P876), która umożliwia obsługiwane lotów publicznych transportu pasażerów lub do lotów instrukcyjnych.

## Historia
Port lotniczy został otwarty w 2005. Inauguracyjny lot cywilny odleciał do Palma de Mallorca dokładnie o 09.15 28 kwietnia 2005. Kapitanem tego lotu był Paul Rafferty pilotujący samolot linii lotniczej Thomsonfly. W 2006 port Robin Hood obsłużył 899 tys. pasażerów.

## Udogodnienia
Lotnisko posiada jeden pas startowy wyznaczony na kierunku 20/02, o długości 2895 m, dzięki czemu jest dłuższy i szerszy niż na wielu innych lotniskach w północnej Anglii. Wynika to z historii portu lotniczego jako dawniej bazy dla bombowców jądrowych (RAF Finningley), i sprawia, że lotnisko jest przystosowane do obsługi samolotów szerokokadłubowych i dalekiego zasięgu. Pas startowy jest na tyle długi, że lotnisko zostało wyznaczone do awaryjnego lądowania promów kosmicznych. Obecny terminal może obsłużyć około 2,5 mln pasażerów rocznie.
Terminal pasażerski posiada 24 stanowiska odprawy (check-in), sześć bramek odlotu i 3 karuzele bagażowe. W terminalu znajdują się sklepy Alpha Airport Shopping, WH Smith i Wetherspoons oraz strefa gier.
Prawie wszystkie obiekty lądowe na lotnisku zostały zamknięte, w tym bar na lotnisku, sklep Costa Coffee i placówki wynajmu samochodów. Pozostaje kiosk WH Smith, jeden bankomat, kilka maszyn do gier, zaś dwa punkty wynajmu samochodów i kantor wymiany walut działają nieregularnie.
Sieć hoteli Ramada Encore w dniu 10 listopada 2008 roku otworzyła swój obiekt o pojemności 102 łóżek. Hotel znajduje się w odległości ok. 10 minut pieszo od budynku terminalu.
Postępują również prace nad nowym parkiem biznesu naprzeciwko terminalu, do której dojazd zapewni droga dojazdowa do lotniska. W marcu 2014 10 ha (25 a) parku stało się częścią Sheffield City Region Enterprise Zone.

## Statystyki

### Liczba pasażerów i operacji lotnicze
|                                     | Liczba pasażerów | Liczba operacji | Zmiana l. pasażerów rok do roku |
| ----------------------------------- | ---------------- | --------------- | ------------------------------- |
| 2005                                | 600 907          | 5380            | –                               |
| 2006                                | 948 017          | 7591            | 57,8%                           |
| 2007                                | 1 078 374        | 9292            | 13,8%                           |
| 2008                                | 968 481          | 7881            | 10,2%                           |
| 2009                                | 835 768          | 6550            | 13,7%                           |
| 2010                                | 876 153          | 7273            | 04,8%                           |
| 2011                                | 822 877          | 6163            | 06,1%                           |
| 2012                                | 693 661          | 4718            | 15,7%                           |
| 2013                                | 690 351          | 4634            | 00,5%                           |
| 2014                                | 713 993          | 5430            | 6,3%                            |
| Source: UK Civil Aviation Authority |                  |                 |                                 |

### Trasy
| Miejsce                             | Lotnisko            | Liczba pasażerów | % zmiana 2013 / 14 | Przewoźnik (-cy)                      |
| ----------------------------------- | ------------------- | ---------------- | ------------------ | ------------------------------------- |
| 1                                   | – Gdańsk            | 64 439           | 28,8               | Wizz Air                              |
| 2                                   | – Palma de Mallorca | 62 145           | 11,6               | Thomas Cook Airlines, Thomson Airways |
| 3                                   | – Katowice          | 55 867           | 16,1               | Wizz Air                              |
| 4                                   | – Teneryfa-Południe | 47 595           | 16,1               | Thomson Airways                       |
| 5                                   | – Poznań            | 43 612           | 7,7                | Wizz Air                              |
| 6                                   | – Wrocław           | 43 486           | 18,8               | Wizz Air                              |
| 7                                   | – Alicante          | 38 097           | 0,5                | Thomson Airways                       |
| 8                                   | – Warszawa-Okęcie   | 36 831           | 22,4               | Wizz Air                              |
| 9                                   | – Malaga            | 32 411           | 2,0                | Thomson Airways                       |
| 10                                  | – Dalaman           | 31 963           | 0,5                | Thomson Airways, Thomas Cook Airlines |
| Source: UK Civil Aviation Authority |                     |                  |                    |                                       |

## Transport

### Droga
Lotnisko znajduje się w pobliżu autostrady M18, ale obecnie nie ma bezpośredniego połączenia drogowego. W kwietniu 2011 roku zaplanowano z funduszy Finningley and Rossington Regeneration Route Scheme (FARRRS) bezpośrednie połączenie drogowe z węzłem 3 M18 do Parrot Corner (skrzyżowania z A638 i B6463). Budowa miała rozpocząć się pod koniec lata 2012 roku, ale początkowe roboty ziemne rozpoczęto dopiero w 2013. Droga ma zostać ukończona w styczniu 2016. Ponadto M18 jest poszerzona do 3 pasów ruchu (z 2) między węzłami 2 i 3. W pobliżu znajdują się również drogi A1 (M) i M180. Lotnisko posiada ponad 2500 miejsc parkingowych.

### Kolej
Stacja kolejowa Doncaster znajduje się 11 km od lotniska. Podróż pociągiem z Doncaster do London Kings Cross trwa 1,5 h, zaś 30 minut do miasta Leeds. Podróż do stacji Sheffield trwa około 20 do 25 minut. Jeden lokalny autobus łączy stację Doncaster z lotniskiem.